# Ракитник чернеющий
Ракитник чернеющий или острокильница или острокильница чернеющая (лат. Cytisus nigricans) — вид растений рода Ракитник (Cytisus) семейства бобовых (Fabaceae).

## Ботаническое описание
Кустарник, обильно ветвящийся снизу высотой от 30 до 100 см, в исключительных случаях — до 150 см. Длинные корни, уходящие под землю, в разных местах отращивают зеленые ветви над землей. Ветви почти полностью круглые. Видовой эпитет nigricans указывает на то, что все части растения при высушивании становятся чёрными.
Листья тройчатые, все листочки бесчерешковые. Нижняя сторона листа короткоопушенная и волосистая. Листочки длиной от 6 до 30 мм и шириной от 2 до 5-10 (редко до 16) мм, яйцевидные, эллиптические или линейные, тёмно-зелёные сверху и светло-зелёные снизу. Молодые листья волосистые с обеих сторон и увядшие с верхней стороны, семядоли крошечные.
Период цветения в Северном полушарии приходится на середину лета — с июня по сентябрь. Соцветия — верхушечные кисти, длинные, многоцветковые, обычно не содержат прицветников. Цветочные стебли длиной от 4 до 8 мм, гермафродитные цветки зигоморфные, пятилепестковые с двойным околоцветником. Чашечка колокольчатая, её верхняя губа состоит из двух зубцов, нижняя — из трёх. Пять лепестков жёлтые, чернеют после увядания цветка. Флаг длиной от 7 до 10 см и шириной 6 мм. Крылья короче лодочки.
Плод — многосемянный боб длиной от 20 до 35 мм и шириной от 5 до 7 мм.
Число хромосом 2n = 46 или 48.

## Распространение
Центральноевропейский вид, встречающийся от Дании до северной Италии.
Растёт в сухих, каменистых местах, таких как пустоши или на опушках сухих лесов. Встречается в основном в сообществах Geranion sanguinei и субконтинентальных сообществах Potentillo-Quercion, Genisto-Quercenion или Genistion.
В Швейцарии значения экологических показателей согласно Ландольту: индекс влажности F = 2 (умеренно сухой), индекс освещенности L = 3 (полутенистый), индекс реакции R = 3 (слабокислый до нейтрального), индекс температуры T = 4+ (теплый-прохладный), индекс питательности N = 2 (бедный питательными веществами), индекс континентальности K = 4 (субконтинентальный).

## Систематика
Cytisus nigricans был впервые научно описан Карлом Линнеем.
В зависимости от автора, выделяют несколько подвидов или разновидностей:
- Cytisus nigricans L. var. nigricans
- Cytisus nigricans var. australis (Wohlf.) Hayek (Syn.: Lembotropis nigricans subsp. australis (Wohlf.) Holub): сорт встречается в Италии и на Балканском полуострове. Его веточки более или менее густо покрыты белыми торчащими волосками, а соцветия короткие и имеют мало цветков[3].